# 広田判例
広田判例（ひろたはんれい、英語: Hirota v. MacArthur）とは、アメリカ合衆国連邦最高裁の判例のひとつで、「広田対マッカーサー事件」とも呼ばれる。この判例は、たとえアメリカ軍に拘束されたとしても、そのアメリカ軍の部隊が国外で他の軍と共に（より大きな「連合軍」や「多国籍軍」などの一部として）活動している場合であれば、アメリカ合衆国の司法による保護の管轄下には入らない場合がある、とするものである。

## 概要
1948年11月、極東国際軍事裁判（東京裁判）でA級戦犯として有罪となり、死刑を宣告された広田弘毅元内閣総理大臣や土肥原賢二元陸軍大将らは、連名で、ダグラス・マッカーサー連合国軍総司令官を相手取り、そもそもアメリカ合衆国軍人による拘束は不法不当なものであるとして、「人身保護令状」を合衆国連邦最高裁に請求した。
しかし、合衆国最高裁は、同年12月20日に請求を棄却した。その理由として、極東国際軍事裁判所が「連合国軍」の機関として設置されたものであるから、原告らが合衆国憲法の保護の及ぶアメリカの拘束下にあるとみなされないので、アメリカの司法権も及ばないという結論であった。
死刑執行阻止のための最後の望みを絶たれた広田らA級戦犯7人の死刑が執行されたのは、3日後の12月23日であった。但し、広田判例の判決主文は、わずか4段落しか記載されておらず、論旨も明確でないため、現在も解釈が分かれている、という。

## 適用例
21世紀になって広田判例が適用された事件に、対テロ戦争に関するものがある。原告となったイラク生まれでアメリカ国籍（ルーマニア在住）のモハメド・ムナフは、2005年3月にルーマニア人ジャーナリスト3人の通訳兼ガイドとしてイラク入りし、一行とともに武装集団に誘拐されて約2ヶ月間監禁されていた。全員が解放された直後、今度は、アメリカ軍がムナフだけを誘拐犯の共犯として拘束した。そして、2006年10月にイラク中央刑事法廷にて、ルーマニア人らの誘拐に加わった罪で起訴され、死刑判決を受けた。
ムナフは、ワシントンの連邦地裁にアメリカ軍による身柄拘束は不当なものであるとして、人身保護令状を請求した。しかし、ブッシュ政権は、「広田判例」を援用し、イラクにいるアメリカ軍は多国籍軍の一部にすぎないのだから、アメリカの司法の保護を受けないとして、請求を棄却するよう主張した。それを受け、連邦地裁および連邦高裁は、アメリカ軍による拘束の不当性を認めず、訴えを退けた。なお、判決文には、「広田判例」に従わなければならなかった、と記されている。アメリカは、東京裁判を対テロ戦争にまで援用していた、とも言えることになる。